# Neoscona bomdilaensis
Neoscona bomdilaensis is een spinnensoort uit de familie van de wielwebspinnen (Araneidae).
De wetenschappelijke naam van de soort werd in 2006 gepubliceerd door Bijan Kumar Biswas & Kajal Biswas.